# 国鉄シキ1000形貨車
国鉄シキ1000形貨車（こくてつシキ1000がたかしゃ）は、1975年（昭和50年）から製作された、日本国有鉄道（国鉄）および 日本貨物鉄道（JR貨物）に車籍を有していた 55 t 積の貨車（大物車）である。

## 概要
最高速度 65 km/h 以下・一般の貨物列車との併結不可など、構造上の理由から運用に制限の多い大物車の運用効率を向上するため、特に走行性能の向上に留意して開発された車両である。1975年（昭和50年）2月21日、3月4日に2両（シキ1000 - シキ1001）、1979年（昭和54年）6月5日に1両（シキ1002）の合計3両が日本車輌製造にて製作された。全長は24,400 mm で自重は53 t である。
荷役作業を効率化するため荷受梁を分割可能とした「分割低床式」を国鉄で初めて採用した大物車で、走行装置など各部構造を改良して一般貨車と同一の 75 km/h 走行や一般貨物列車との混成を可能とした。
落成時は日本通運が所有する私有貨車として運用されていたが、JR発足後にJR貨物が購入して直接所有に移行した。

## 構造

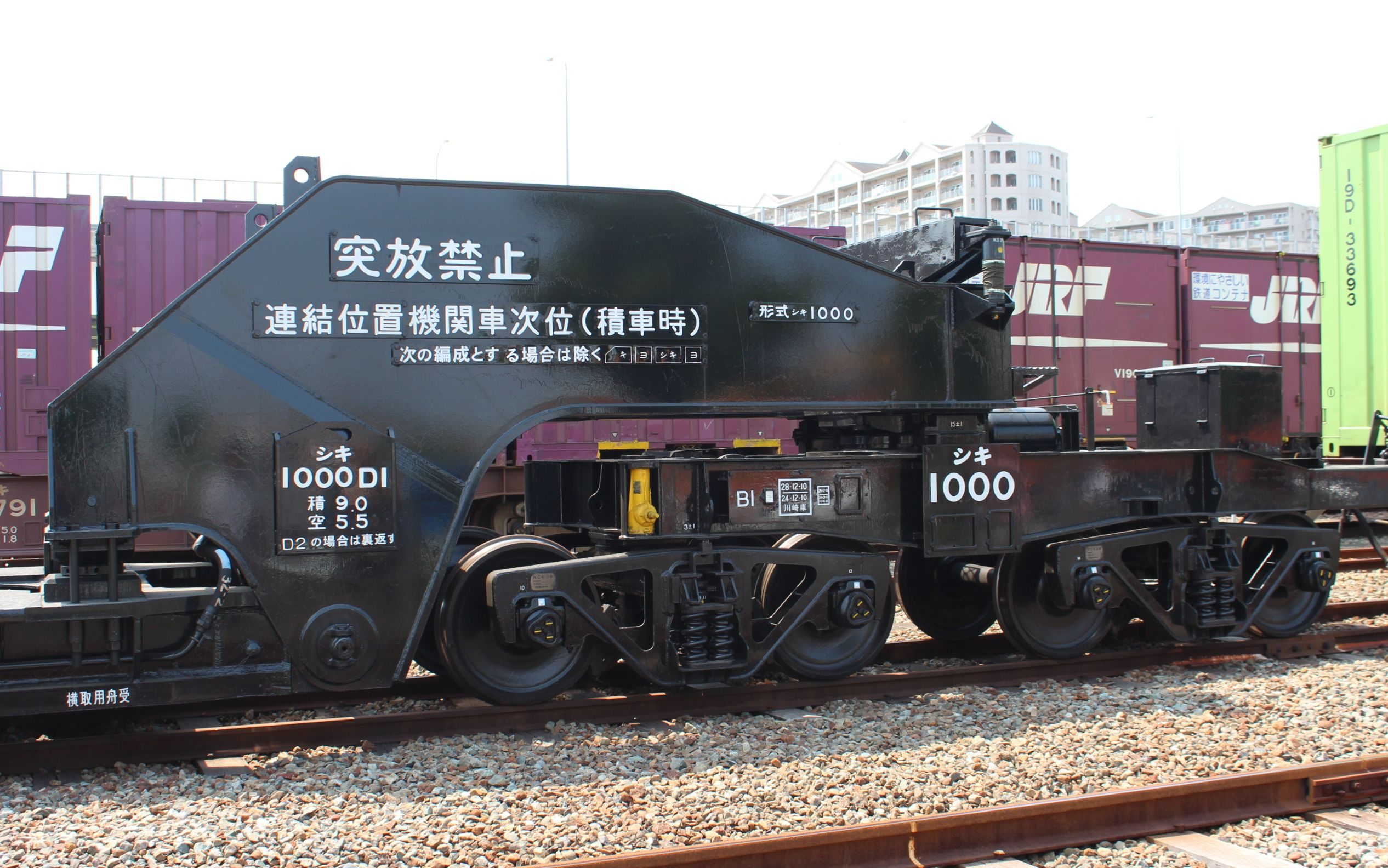
2組の台車上にある台車上枠と荷受梁の結合部分、荷受梁の上にある係留梁との間にオイルダンパを連結している構造が見て取れる。また、積車時の連結位置は機関車の直後（次位）に制限される為、「連結位置機関車次位（積車時）」と車体に記載されている。

積荷を積載する「荷受梁」の低床部を取り外し可能とした大物車で、国鉄での形態分類は " D 形 " （分割低床式）、荷重は 55 t である。荷受梁はD1（シキ1000 - シキ1002）とD2（シキ1000）の双方が使用できたが、D2梁はD1梁よりも用いる機会が少ないということもあって、運用から除外されている。
車軸数は合計8軸で、二軸ボギー台車4組の構成である。各々2組の台車上に鋼板溶接構造の「台車上枠」が載せられ、荷受梁は前後の台車上枠に心皿を介して載せられる。最高速度が向上したことから、台車上枠と荷受梁との結合部はオイルダンパと「係留梁」と称する部材を用いたリンク機構で心皿部を押さえつける構造を用い、荷受梁のローリング（横揺れ）を抑制する。外部塗色は黒色である。
日本車輌製造の独自開発による台車で、外観上は国鉄貨車用台車の TR41 形や TR213 形に類似する菱形構造の側枠を有する。枕ばねは2重コイルばねを2列に配し、軸箱装置は密封コロ軸受を用いて走行抵抗を軽減する。空気ブレーキ装置は K 形三動弁を用いた KD254 形を前後に合計2組配し、留置ブレーキは前後の台車上枠端部に回転ハンドル式の手ブレーキを設ける。
最高速度は空車時・積車時とも 75 km/h で、一般の貨物列車に組成することも可能であるが、積車時の連結位置は機関車の直後（次位）に制限される。

## 荷役
分割低床式のため、荷役時は荷台（低床部分）を分割した後、コロ曳きで水平移動（スライド）させ、車外に出して荷役を行う。貨物を積み込む時や取り降ろす時はこの手順で行われ、積み込んだ後や取り降ろした後は逆手順で車両に収納される。なお、貨物によって重心が変化するので、そのことを考慮した上で載せる位置を決定する。そのため、貨物の積載位置が前寄り（または後ろ寄り）になる場合がある。

## 運用の変遷
当初は3両とも日本通運が所有する私有貨車として、変圧器などの特大貨物（特定大形貨物）の輸送に使用された。高砂駅（兵庫県）や日立駅（茨城県）を常備駅としていたが、1987年（昭和62年）1月12日に3両とも除籍された。1990年（平成2年）6月、8月、10月にそれぞれ1両ずつJR貨物が日本通運から購入し、JR貨物が直接所有する貨車として車籍が復活した。このため、元の所有者であった日本通運の社紋や銘板は車体から撤去されている。